# Pseudochylothorax
Pseudochylothorax, inaczej cholesterolowe zapalenie opłucnej (ang. cholesterol pleurisy) – termin medyczny, określający występowanie w jamie opłucnowej płynu o dużej zawartości cholesterolu.
Płyn w przebiegu pseudochylothorax ma podobny wygląd jak w przypadku chylothorax, zwykle jest gęsty, o mlecznym zabarwieniu (czasem określany jako koloru kawy z mlekiem – cafe-au-lait), w odróżnieniu jednak od niego nie zawiera dużych stężeń trójglicerydów i chylomikronów, natomiast posiada duże stężenie cholesterolu.
Najczęstszą jego przyczyną jest gruźlica. Może także występować w przebiegu reumatoidalnego zapalenia stawów i ropniaków opłucnej. Do jego wytworzenia konieczny jest długotrwały, kilkumiesięczny lub kilkuletni, przebieg choroby podstawowej.
W leczeniu obowiązuje terapia choroby podstawowej, w przypadkach nawrotowych lub z obecnością dużej ilości płynu konieczna może się okazać torakocenteza, dekortykacja płuca lub pleurektomia.